# Чёрный квадрат
Чёрный   супрематический квадрат — картина Казимира Малевича, созданная в 1915 году. Это одна из самых известных картин в мировом искусстве.
Входит в цикл супрематических работ Малевича, в которых художник исследовал базовые возможности цвета и композиции; является, по замыслу, частью триптиха, в составе которого также присутствует «Чёрный круг» и «Чёрный крест».

## Русский авангард: выход в супрематизм
Предшествовавший созданию картины период с 1910 по 1913 год был решающим в развитии русского авангарда. В это время движение кубофутуризма достигло апогея — начали появляться новые художественные направления. Кубизм и его метод «геометризации» уже казались художникам односторонними. Одни стремились к более тонкой и сложной согласованности искусства с природой, другим в кубизме мешала его неизменная привязанность к «предметности» изображения. Таким образом, в русском искусстве образовались два пути начавшегося движения к «чистой беспредметности». Лидером движения, названного конструктивизмом, стал Владимир Татлин, во главе другого — супрематизма — встал Казимир Малевич.
Период 1910—1913 годов в творчестве Малевича был похож на испытательный полигон: он работал одновременно в кубизме, футуризме и в «заумном реализме» (или «алогизме»). Алогизм был реализован Малевичем в его новой художественной системе. Алогизм не отрицал логику, но означал, что работы основаны на логике высшего порядка. У алогизма «..тоже есть закон, и конструкция, и смысл, и .. познав его, у нас будут работы, основанные на законе истинно новом, заумном», — писал К. С. Малевич.
Таким образом, в творчестве Малевича обрисовалась тенденция к беспредметности, к плоскостной организации картины, которая привела его к супрематизму. Первоначальным вариантом названия было слово «супранатурализм», возникшее, вероятно, по аналогии с «супраморализмом» философа Н. Ф. Фёдорова. По мнению историка искусства Е. Ф. Ковтуна, супрематический метод Малевича состоял в том, что он взглянул на землю как бы извне. Поэтому в супрематических картинах, как в космическом пространстве, исчезает представление о «верхе» и «низе», «левом» и «правом» и возникает самостоятельный мир, соотнесённый как равный с универсальной мировой гармонией. В этом Малевич соприкасается с позицией Фёдорова, видевшего сущность художественного творчества в борьбе с земным тяготением. Такое же метафизическое «очищение» происходит и с цветом, он теряет предметную ассоциативность, окрашивает локальные плоскости и получает самодовлеющее выражение.

## История создания картины

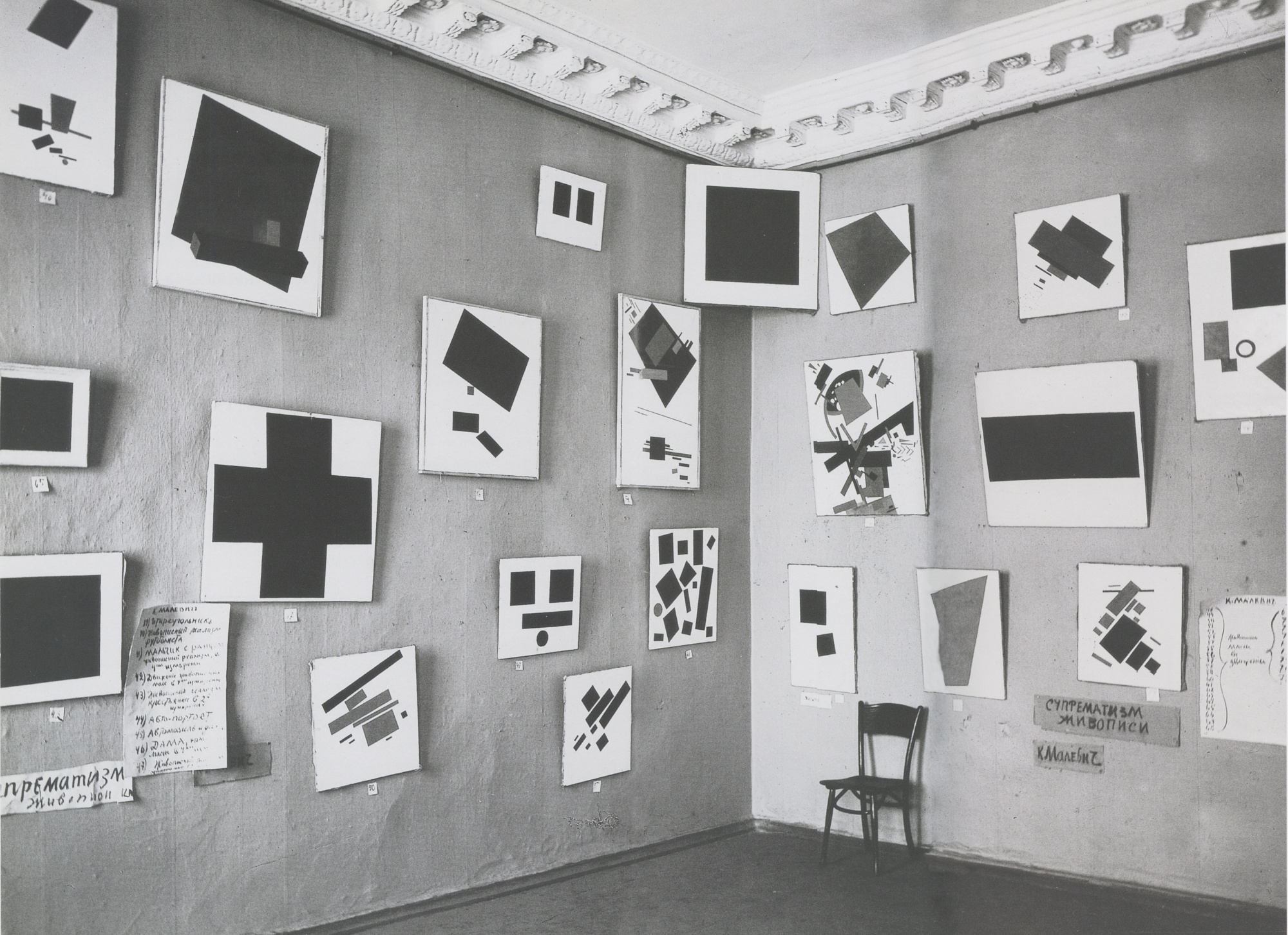
Чёрный квадрат в «красном углу» выставки «0,10». 1915

Последним шагом на пути к супрематизму была постановка оперы М. В. Матюшина «Победа над Солнцем», поставленной в театре «Луна-парк» 3 (16) и 5 (18) декабря 1913 года в Санкт-Петербурге. К. С. Малевич работал над эскизами декораций и костюмов к этой постановке. В этих эскизах впервые возникло изображение «чёрного квадрата», означавшее тогда пластическое выражение победы активного человеческого творчества над пассивной формой природы: чёрный квадрат появлялся вместо солнечного круга.
Опираясь на рисунки, сделанные во время работы над «Победой над солнцем» в 1913 году, художник датировал появление квадрата 1913 годом: именно эта дата поставлена художником на обороте холста, изображающего квадрат. Художник не придал никакого значения фактической дате создания картины. Он переставил акцент на дату рождения самого замысла супрематизма. Автор неизменно комментировал свою работу: «Основной супрематический элемент. Квадрат. 1913».
Сама картина была написана в 1915 году, в числе целого цикла других супрематических картин, среди которых она даже не была самой первой по времени создания. По мнению исследователя А. С. Шатских, картина была закончена Малевичем 8 (21) июня 1915 года:53.

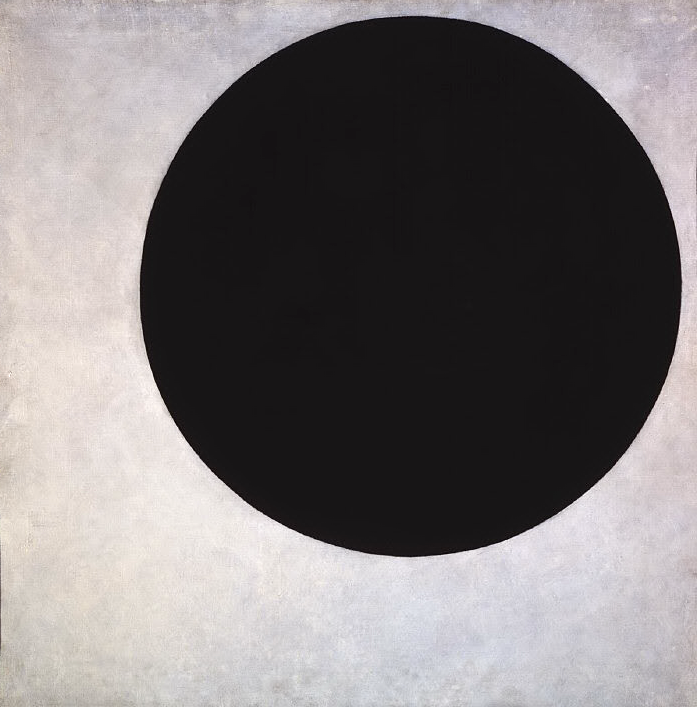
«Чёрный круг»

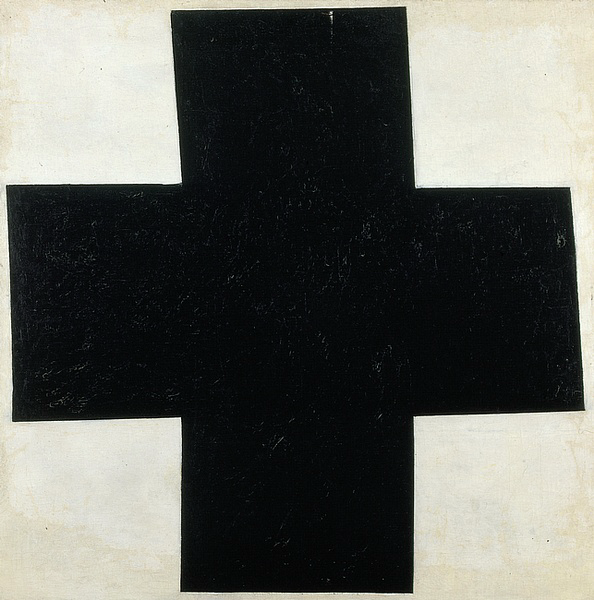
«Чёрный крест»

Супрематические работы были написаны Малевичем для итоговой футуристической выставки «0,10», открывшейся в Петрограде 19 декабря 1915 года (1 января 1916) в «Художественном бюро Надежды Добычиной». Оно находилось на втором этаже здания, которое называли Дом Адамини. Художникам, участвовавшим в этой выставке, была предоставлена возможность выставить много работ. Друг Малевича, художник Иван Пуни писал ему: «Надо писать сейчас много. Помещение очень велико, и если мы, 10 человек, напишем картин 25, то это будет только-только». Тридцать девять супрематических картин занимали отдельный зал выставки.
Среди них, на самом видном месте, в так называемом «красном углу», где в русских домах обычно вешают иконы, висел «Чёрный квадрат». Этой экспозицией художник демонстрировал главный модуль новой пластической системы, стилеобразующий потенциал супрематизма.
Три основные супрематические формы — квадрат, круг и крест — были эталонными, стимулируя дальнейшее усложнение супрематической системы, рождая новые супрематические формы. «Чёрный круг» и «Чёрный крест» были созданы одновременно с «Чёрным квадратом», экспонировались на той же выставке, представляя, вместе с квадратом, три основных элемента супрематической системы.
Попытки убеждённых поклонников одного лишь фигуративного искусства, считающих, что художник вводит их в заблуждение, исследовать полотно на предмет нахождения иного изначального варианта под верхним слоем живописи совершались неоднократно. Осенью 2015 были опубликованы результаты исследований (методом рентгеноскопии), которые подтвердили наличие под изображением «Чёрного квадрата» двух других цветных изображений. Первоначальное изображение — это кубофутуристическая композиция, а лежащая под «Чёрным квадратом» — это протосупрематическая композиция. Также учёные расшифровали надпись на картине, которая считается авторской (по почерку). Фраза звучит как «Битва негров в тёмной пещере» и отсылает к известному монохромному полотну Альфонса Алле «Битва негров в пещере глубокой ночью», созданному в 1882 году, произведению, которое художник никогда не видел (но вполне мог слышать и оценить её юмор, что и подтверждается фактом наличия поспешно сделанной им карандашной надписи просто для памяти на краю указанной протосупрематической композиции). «Надпись выполнена чёрным карандашом по высохшему слою белил, состоит из трёх слов и прочитана нами как „битва негров“, предположительно, „ночью“», — рассказала сотрудник отдела научной экспертизы Екатерина Воронина на презентации книги Ирины Вакар «Казимир Малевич. Чёрный супрематический квадрат».
Историки искусства считают эти сведения «находками в ходе исследований, благодаря которым мы по-новому видим процесс создания этой картины».
В названии выставки, по замыслу К. С. Малевича, фигурировало число 10 — предполагаемое количество участников, а также «нуль форм», в знак того, что, экспонируя «Чёрный квадрат», художник «собирается свести всё к нулю и после переходит за ноль».

## Разрыв с предметностью
Малевич встал на позицию полного разрыва с предметностью, подкреплённую декларированием чёрного квадрата как «первого шага чистого творчества в целом». Художнику было важно разделить «вчерашний день искусства» и принципиальную новизну своего открытия. Он, что было для него характерно, выдвинул лозунг, провозглашающий квадрат «нулём форм»: «Я преобразился в нуль форм и вышел за нуль к беспредметному творчеству».
Понятие «нуль форм» (nihil, или «ничто») уже входило к этому времени в число эталонных для эстетики русского футуризма и служило «синонимом абсолюта, трансфинитного начала и знаком отрицания, ибо футуристическая теория декларировала сведение к нулю предшествующей культуры». В оригинальной супрематической доктрине Малевича значение нуля простиралось от «ничто» до «всего». «Нулевое» значение чёрного квадрата заключалось также в том, что он стал базовой формой, супрематической «клеткой», как его называл сам Малевич.
Чёрный квадрат на белом фоне в супрематической теории означал собой «нуль»: во-первых, потому что он означал начало беспредметности, во-вторых — конец традиционного предметного мышления художника. Квадрат стал знаковой формой супрематизма и точкой нулевого отсчёта, как традиционно математическое понятие. Нулевой абсолютной пластической формой его делал пластический лаконизм. Одновременно он являлся и «нулевым» выражением цвета — чёрный «не-цвет» на белом, понимаемом художником как «пустыня небытия».

## Три квадрата: чёрный, белый и красный

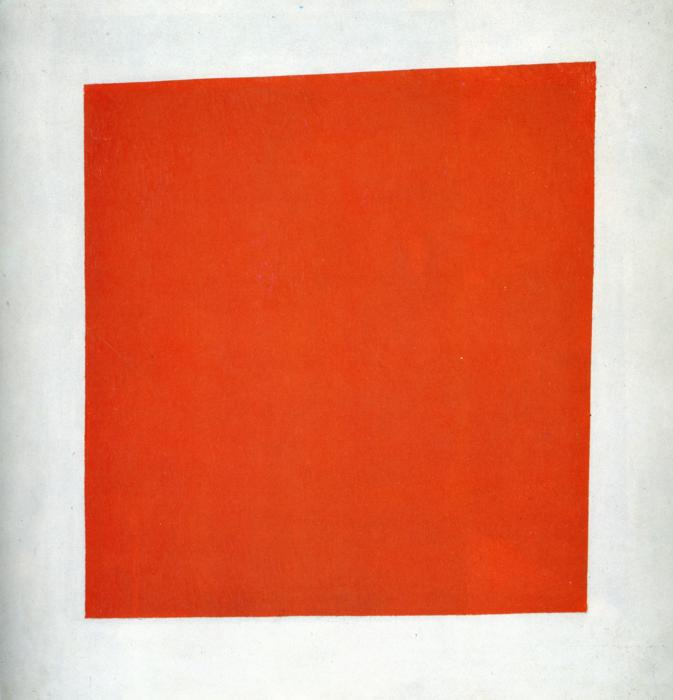
«Красный квадрат. Живописный реализм крестьянки в двух измерениях». 1915. ГРМ

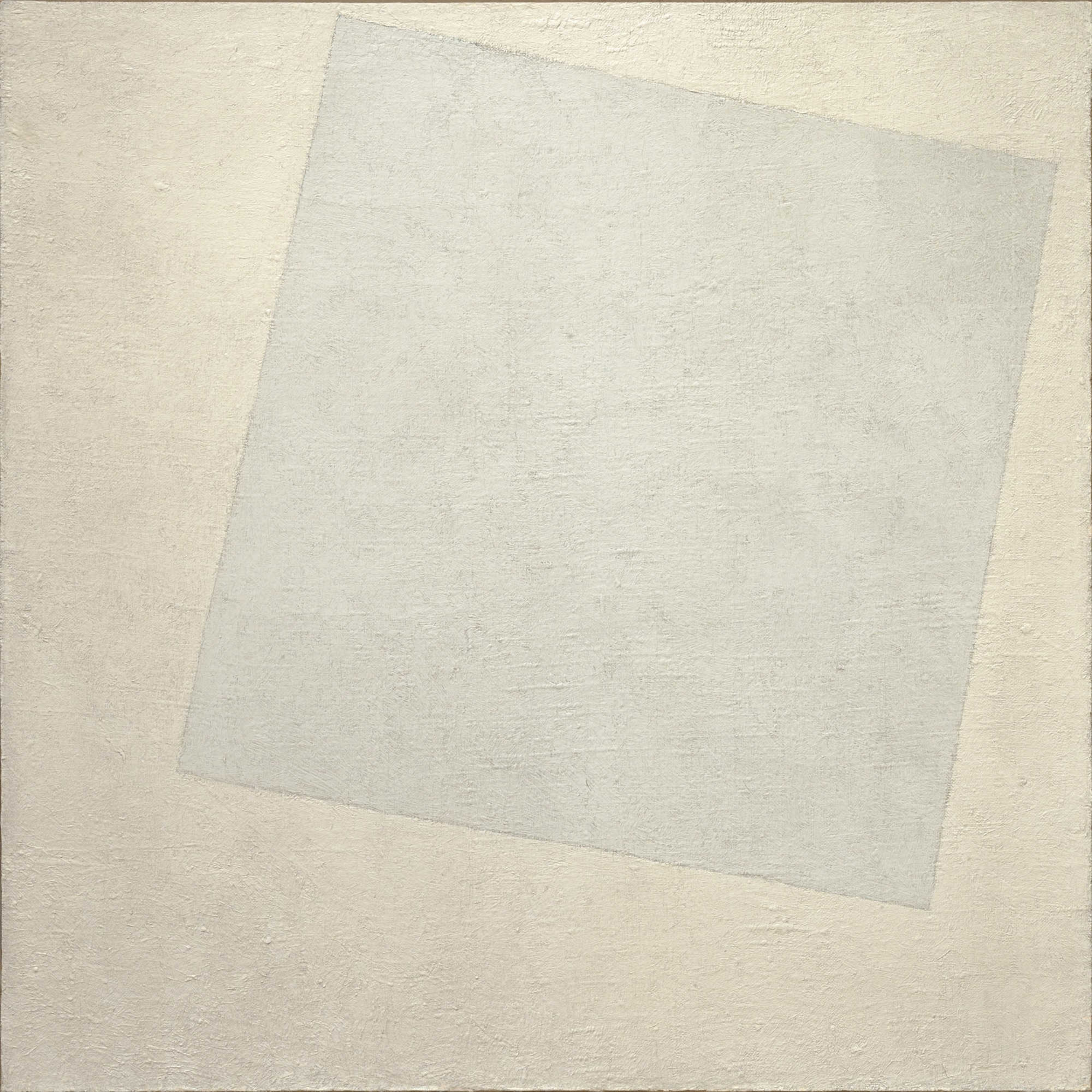
«Белый квадрат» («Белое на белом»). 1918. MoMA

Первоначальным названием «Чёрного квадрата», под которым он значился в каталоге, было «Четырёхугольник». Не имея строго прямых углов, с точки зрения чистой геометрии он действительно являлся четырёхугольником, это была не небрежность автора, а принципиальная позиция, стремление создать динамическую, подвижную форму.
Существуют ещё два базовых супрематических квадрата — красный и белый. Красный и белый квадраты входили в определённую Малевичем художественно-философскую триаду.
Картина «Красный квадрат. Живописный реализм крестьянки в двух измерениях» также экспонировалась на выставке «0,10». Там же висела и картина 1915 года.
Картина «Белый квадрат» («Белое на белом») стала манифестацией «белого» периода супрематизма, начавшегося в 1918 году.
Художник утверждал: «Супрематические три квадрата есть установление определённых мировоззрений и миростроений… чёрный как знак экономии, красный как сигнал революции, и белый как чистое действие».
Искусствовед Андреева Е. Ю. отмечает, что:

«Геометрия Малевича… удивляет мощью личной, по сути ни с чем не сравнимой образно-пластической экспрессии…Новаторство Малевича — не только идейного, но и собственного художественного, пластического плана. Он создаёт свою семантическую последовательность из квадратов: чёрного на белом (означающего соединённые начало и конец творчества форм, и неизбежную конечность творчества в каждой конкретной форме), красного (крестьянского, и позже — революционного), белого на белом (представляющего „несмысл“, тот миг, когда человечеству удаётся не „соскальзывать за борт абсолюта“). Вера в новую живописную фактуру, которая как живая материя пойдёт на постройку высшей формы жизни ,— это вторая вера авангарда, после веры в динамизм, скорость, отрыв от Земли и предметности, которые в совокупности ведут в новый духовный космос»:15.
«Среди критиков Малевича преобладали те, кто не был готов принять всерьёз его живописные и письменные пророчества. Многие просто радовались бесконечному хэппенингу русского авангарда… До сих пор даже люди, связанные с искусством и литературой, знающие историю 20 века, позволяют себе думать, что автором „Чёрного квадрата“ мог стать любой: хоть дитя несмышлёное, хоть просто марающий бумагу бездельник…». Однако первый профессиональный отзыв на появление «Чёрного квадрата» свидетельствовал о том, что мысль Малевича была сразу расшифрована. Художественный критик, основатель объединения «Мир Искусства» Александр Бенуа написал в газете «Речь» от 9 января 1916 года: «Несомненно, это и есть та икона, которую господа футуристы предлагают взамен мадонн и бесстыжих венер».

## Авторские повторения
Впоследствии Малевич, с различной целью, выполнил несколько авторских повторений «Чёрного квадрата». Сейчас известны уже четыре варианта «Чёрного квадрата», которые различаются рисунком, фактурой и цветом. Известны также многочисленные рисунки Малевича с чёрным квадратом (многие из них имеют комментарии, подчёркивающие роль квадрата как узлового элемента супрематизма). Квадрат включается и в супрематические многофигурные композиции Малевича.
Первая картина «Чёрный квадрат», 1915 года, подлинник, с которого впоследствии делались авторские повторения, по традиции считается той самой работой, что висела на выставке «0,10», хранится в Третьяковской галерее. Картина представляет собой полотно размером 79,5 на 79,5 сантиметров, на котором изображён чёрный квадрат на белом фоне.

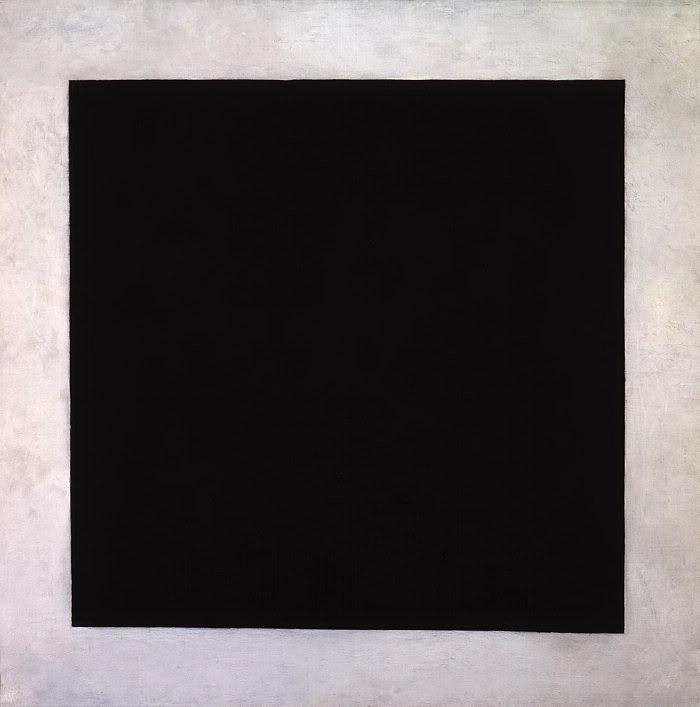
2. «Чёрный квадрат». Около 1923. Работа выполнена совместно с А. Лепорской, К. Рождественским, Н. Суетиным. Государственный Русский музей
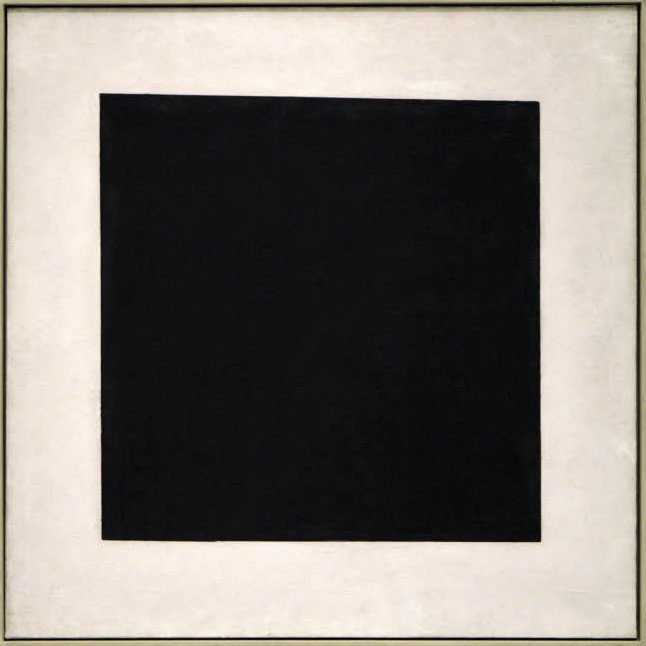
3. «Чёрный квадрат». 1929 год. Государственная Третьяковская галерея
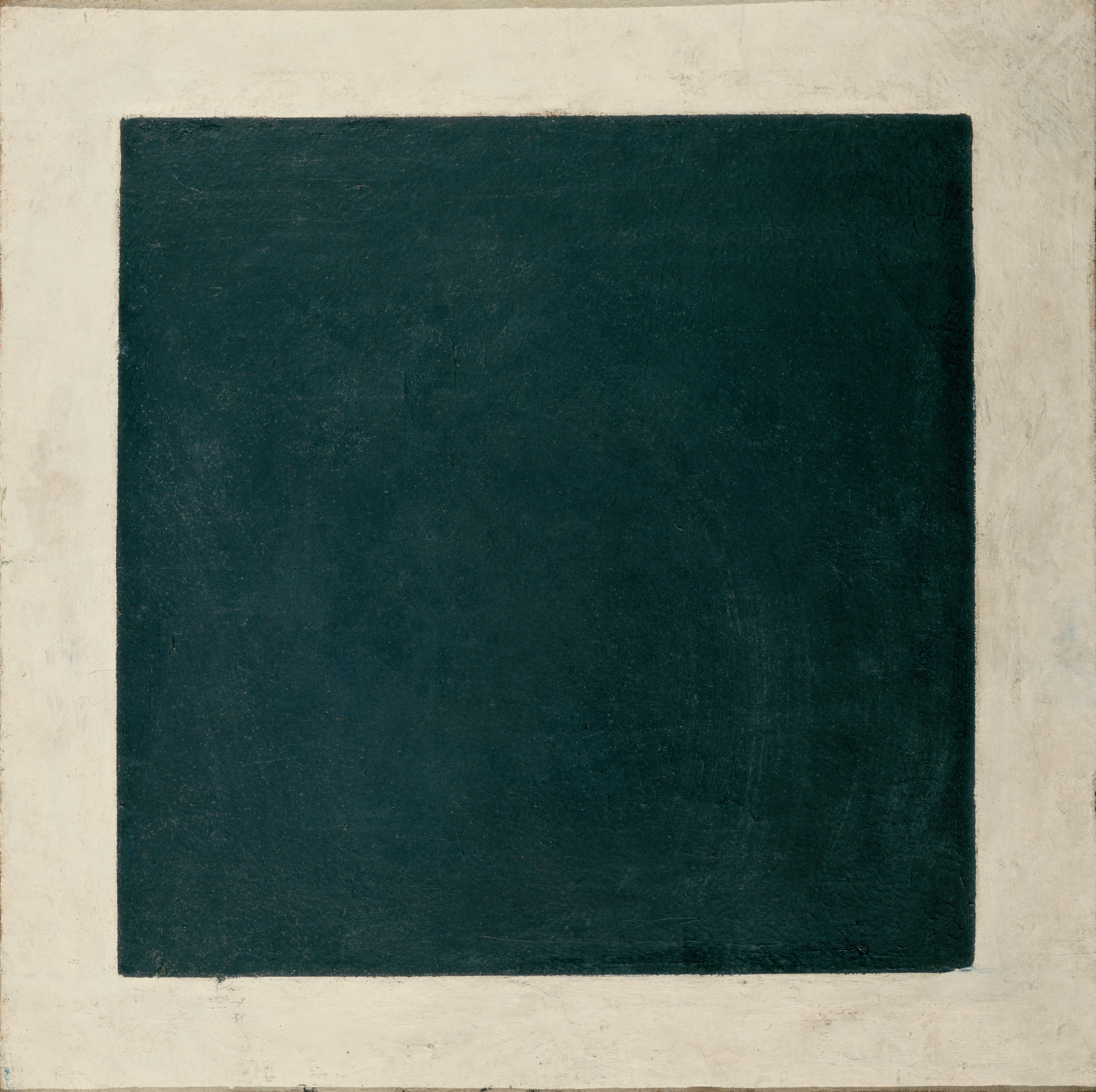
4. «Чёрный квадрат». Рубеж 1920—1930-х годов Государственный Эрмитаж

Второй «Чёрный квадрат», 1923 года, стал частью триптиха (вместе с ним созданы дубли «Круга» и «Креста»), исполненного около 1923 года, чтобы быть выставленным на биеннале в Венеции. Размеры второго варианта — 106 на 106 см. Все части триптиха 1923 года отличались от оригинала 1915 года и размером, и пропорциями; это были совершенно новые «Квадрат», «Круг» и «Крест». Считается, что картина написана ближайшими учениками Малевича — Анной Лепорской, Константином Рождественским и Николаем Суетиным, под руководством самого Казимира Малевича. В марте 1936 года вместе с другими 80 картинами Малевича эти три работы были переданы его женой, Н. А. Малевич, в Русский музей.
Третий вариант картины, 1929 года, является точным авторским повторением основной работы — первого «Чёрного квадрата» (также размером 79,5 на 79,5 см). Он написан К. С. Малевичем в 1929 году для своей персональной выставки, готовившейся в Третьяковской галерее. «По легенде, это было сделано по просьбе тогдашнего заместителя директора ГТГ Алексея Федорова-Давыдова из-за плохого состояния „Чёрного квадрата“ 1915 года (на картине появился кракелюр)… Художник написал её непосредственно в залах музея; и при работе позволил себе незначительные изменения в пропорциях, чтобы картины не выглядели абсолютными близнецами».
Четвёртый вариант мог быть написан в 1932 году, его размер — 53,5 на 53,5 см. Он приобрёл известность значительно позднее, в 1993 году, когда человек, чьё имя остаётся неназванным и известным только Инкомбанку, принёс картину в самарское отделение Инкомбанка в качестве залога за кредит. Впоследствии владелец не востребовал картину, и она стала собственностью банка. После разорения Инкомбанка в 1998 году картина Малевича стала главным активом в расчётах с кредиторами. Президент аукционного дома «Гелос», Олег Стецюра, утверждал, что перед аукционом у него было несколько заявок на покупку «Чёрного квадрата» и если бы «картина вышла на международный рынок, то цена достигла бы и 80 млн долларов».
По договорённости с правительством России, «Чёрный квадрат» был снят с открытых торгов и был приобретён российским миллиардером Владимиром Потаниным в 2002 году за 1 миллион долларов США (около 28 миллионов рублей), а затем был передан им на хранение в Государственный Эрмитаж. Таким образом, «Чёрный квадрат» стал своего рода единицей измерения финансового успеха. Любопытно, что готовясь к торгам, «Гелос» выставил на весеннем Антикварном салоне 2002 года фотокопию картины, которая в свою очередь позже тоже была приобретена музеем — только Московским музеем современного искусства.
Все авторские повторения картины хранятся в России, в государственных собраниях: две работы в Третьяковской галерее, одна в Русском музее и одна в Эрмитаже.

## Чёрный квадрат и супрематическая обрядность

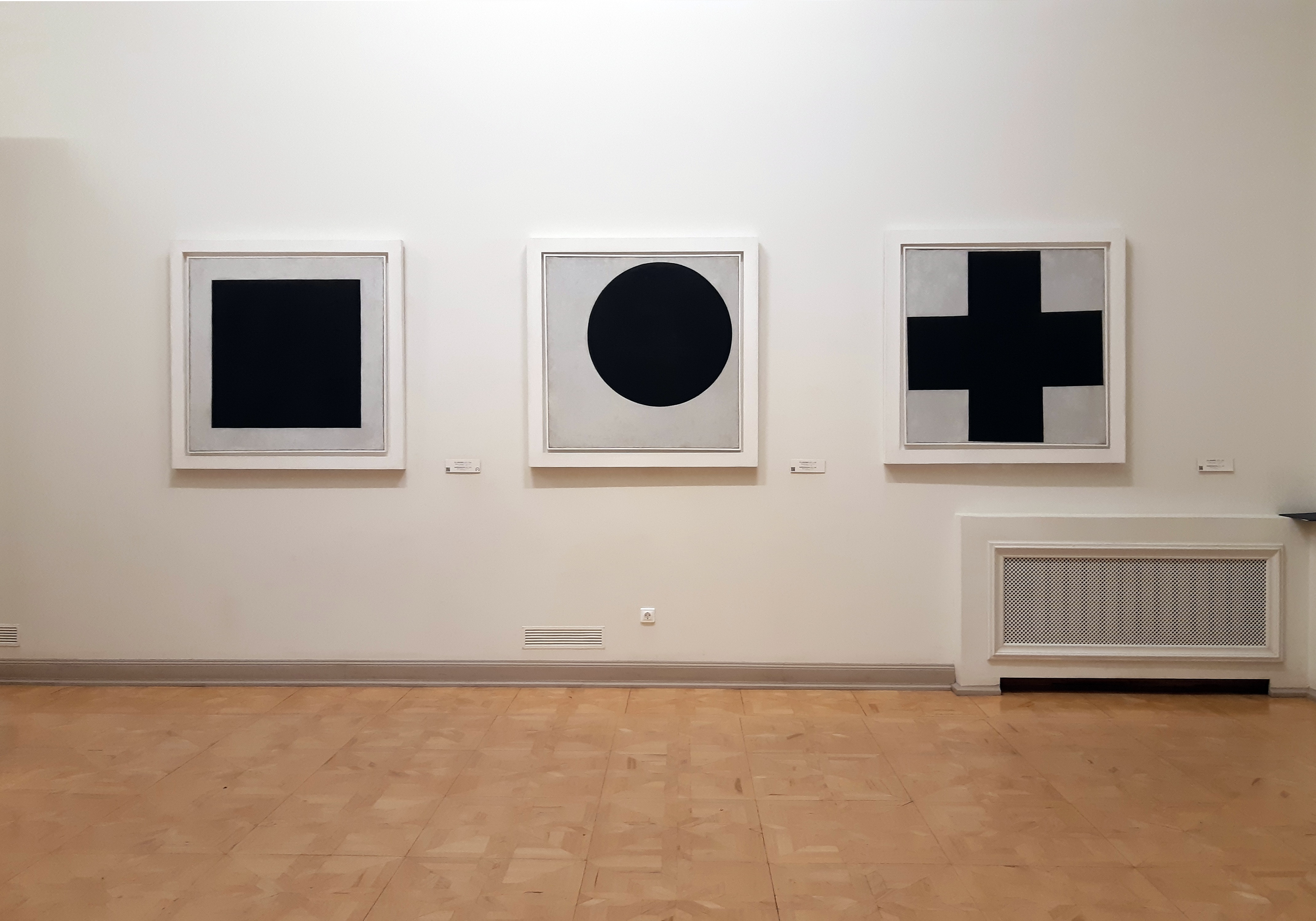
«Триптих» в Русском музее

«Супрематизм настолько строг, абсолютен, классичен, торжественен, что только он один может выразить сущность мистических ощущений» — написал один из учеников художника.
Похороны Малевича в 1935 году сами по себе стали фактом искусства. На них была осуществлена идея «супрематической обрядности» . Малевич считал, что обрядность отражает суть веры и поэтому является неотъемлемой частью человеческой жизни; но традиционная обрядность казалась ему «принадлежащей к миру предметного мышления».
Малевич писал, что с помощью обрядности искусство совершает усилие «встать рядом со смертью»; что может сделать только супрематизм, который «настолько абсолютен... что он один может выразить сущность мистических ощущений. Он полностью стоит рядом со смертью и её побеждает»:617. Суть супрематической обрядности состоит в том, чтобы утвердить тайну смерти, её величие и непостижимость, её высокий смысл. Основой нового обряда должен был стать установленный на могиле «куб как символ вечности», «белый куб с квадратом. Он не спорит ни с природой, ни с лесом, ни с небом <… > Найдена абсолютная форма, которая не может развиваться, двигаться». Супрематическое чувство космоса связывает воедино совершенную статику куба с неизменной в своей вечной основе природой — землёй и небом. Поэтому Малевич завещал похоронить свой прах в окружении природы, среди открытого пространства.
Был сделан супрематический саркофаг, с изображением чёрного квадрата и круга. От изображения чёрного креста художники, расписывавшие гроб, — Николай Суетин и Константин Рождественский — отказались: «Мы его расписали, нанесли квадрат и круг, а крест не стали делать, потому что это звучало бы на похоронах слишком определённо, как религиозный символ».
Малевич хотел быть похороненным в гробу особого образца, он упоминал о «северном кресте», о «жесте распахнутых рук, с которым надо принимать смерть, распластавшись на земле и открываясь небу так, чтобы фигура приняла форму креста». Но столяр, изготавливавший гроб по особому заказу, отказался его выполнять ввиду технических трудностей.
Малевич считал, что лучшее, что он написал в своей жизни, — это «Чёрный квадрат». Траурная процессия похорон Малевича подчёркивала безусловное значение «Чёрного квадрата» в его жизни. На гражданской панихиде в Ленинграде в изголовье гроба на стене висел «Чёрный квадрат» (вариант 1923 года). Тело Малевича было покрыто белым холстом с нашитым на нём чёрным квадратом. На крышке гроба со стороны головы был нарисован «Чёрный квадрат». Во время похоронной процессии, шедшей по Невскому проспекту от Морской улицы до Московского вокзала, супрематический саркофаг был установлен на открытой платформе грузовика с изображением чёрного квадрата на капоте. На вагоне поезда, перевозившего гроб Малевича в Москву, был нарисован чёрный квадрат, на белом фоне, с подписью — К. С. Малевич. На гражданской панихиде в Донском монастыре в Москве «Чёрный квадрат» был укреплён на трибуне, среди цветов.
Супрематический гроб был отправлен поездом в Москву, где Малевича кремировали. Малевич в акте кремации умерших видел воплощение одного из принципов супрематизма — экономии, но прежде всего — «космическое зрелище», подтверждение идеи беспредметности. Его прах захоронили в поле, рядом с деревней Немчиновка. В поле над могилой художника, согласно «супрематической обрядности», был поставлен супрематический белый деревянный куб с изображением чёрного квадрата:513. В Великую Отечественную войну в 1941—1945 годах могила исчезла. В настоящее время на месте захоронения выстроен жилой комплекс «Ромашково-2».

## Предшественники

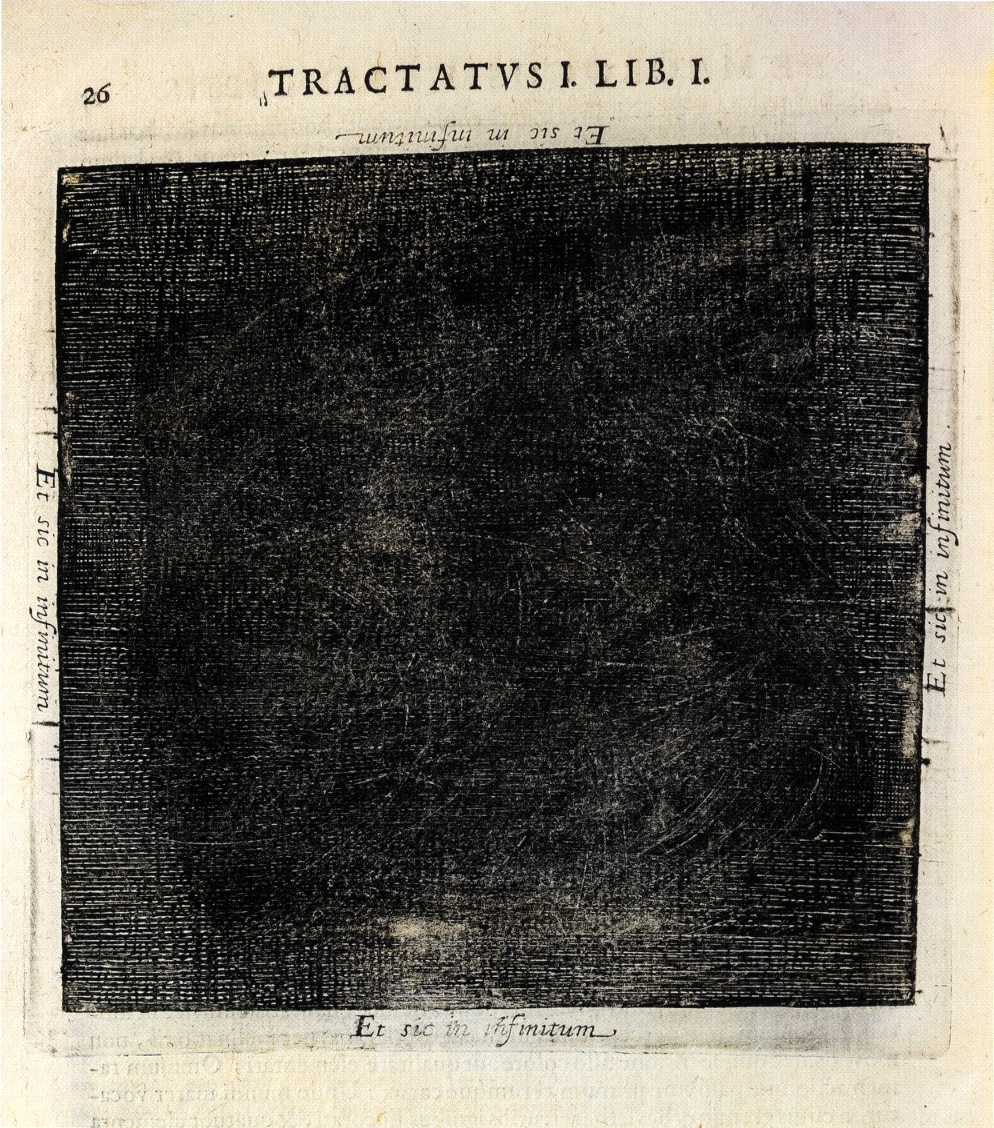
Роберт Фладд, иллюстрация понятий макро- и микрокосма, 1617

- В начале XVII века, Роберт Фладд (Robert Fludd), английский философ-мистик и астролог, изобразил чёрный четырёхугольник для иллюстрации первозданной темноты Вселенной перед появлением мира сего в своём трактате «Utriusque cosmi maioris scilicet et minoris Metaphysica, physica atque technica Historia» (1617 год)[32].
- В книге Лоренса Стерна (Laurence Sterne) The life and opinions of Tristram Shandy, Gentleman, выпущенной в 1760 г., дважды (на стр. 73 и 74) изображен чёрный вертикальный прямоугольник. Таким образом, в литературном произведении были использованы две «чёрные» страницы.
- Книга-альбом Гюстава Доре (Gustave Doré), посвященная истории России на французском языке «Живописная, драматическая и карикатурная история Святой Руси на основании текстов хроникеров и историков Нестора, Сильвестра, Карамзина, Сегура и т. д. в 500 рисунках с комментариями» (1854), начинается с рисунка чёрного четырёхугольника. Выпущенная во Франции эта книга попала под запрет в России, а по форме многими[кем?] считается протокомиксом, то есть предшественником комикса.
- В 1882 году Альфонс Алле (Alphonse Allais) написал картину «Битва негров в пещере глубокой ночью», представлявшее собой чёрное полотно, близкое по форме к квадрату. В 1883 он написал полностью белую картину «Первое причастие хлоротически-бледных девушек в снежную пору», а в 1884 — красную «Уборка урожая помидоров на берегу Красного моря апоплексическими кардиналами». В 2015 году в Третьяковской галерее заявили об обнаружении на белом поле картины частично сохранившейся надписи карандашом по сухому «Битва н…ов …» и интерпретировали её как «Битва негров в темной пещере», либо как «Битва негров ночью»[33][34][35]. По её расположению было предположено, что «Чёрный квадрат» Малевича в момент нанесения надписи висел вверх ногами относительно принятого положения[36]. По состоянию на 2022 год специалисты по Малевичу считают, что надпись сделал вандал (примерно до 1919 года), а не сам художник[37], а предположение, что картина висит вверх ногами, Ирина Вакар назвала «глупостью»[37].

## Влияние

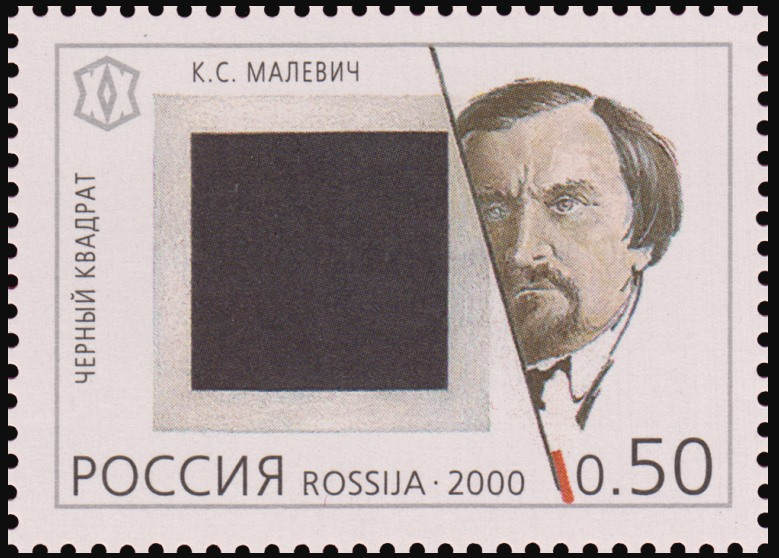
Почтовая марка России, 2000 год

На протяжении XX века был создан целый корпус произведений, так или иначе отсылающих к «Чёрному квадрату». Чёрный квадрат появляется в картинах и рисунках написанных художниками, составлявшими круг Малевича, работающими в его системе: Иван Клюн, Ольга Розанова, Надежда Удальцова, Любовь Попова, Эль Лисицкий, Лев Юдин, Татьяна Глебова, Константин Рождественский, Николай Суетин («Чёрный квадрат», начало 1920-х годов, Третьяковская галерея), Владимир Стерлигов и Александр Родченко; а также в работах Василия Кандинского.
Во второй половине XX века квадрат цитируется в работах Ивана Чуйкова, Эдуарда Штейнберга, Леонида Сокова, Виктора Пивоварова, Юрия Злотникова, Олега Васильева, Владимира Видермана, Виталия Комара и Александра Меламида, Владимира Немухина, Вадима Захарова, Тимура Новикова, Алексея Парыгина (Созерцание денег) и многих других русских и зарубежных художников:29-39.

«В истории мирового искусства нет, наверное картины с более громкой славой, чем „Чёрный квадрат“ Казимира Малевича, нет произведения, вызвавшего появление стольких других произведений,.. нет артефакта, обладающего подобной непреходящей актуальностью.»:29.
«Чёрный квадрат» стал настоящей вехой в истории русского искусства двадцатого века":24.

Влияние Малевича после его смерти оказалось более заметным на Западе, а не в Советском Союзе, где под руководством коммунистической партии поругали абстракционизм и формализм. По мере укрепления власти Сталина художники, pазрушители установленных норм, больше не требовались. Авангард терял всякую поддержку советских властей, предпочтение в изобразительном искусстве отдавали направлению, названному в 1932 г. «социалистический реализм». После смерти И. Сталина, в условиях «оттепели» появились некоторые признаки более свободного самовыражения в художественной среде. «Дурное» влияние на неё оказывали западные художники, с чем боролись привлекая сатиру. Попадало даже представителям искусства из стран социалистического лагеря. Когда на выставке в Москве увидели картину польского художника Адама Марчиньского «Весна», то в журнале «Крокодил» явно по заказу свыше появилась карикатура. Из чего следует, что вышеупомянутую картину действительно показали в телевизионном репортаже, а карикатура явилась своеобразным сигналом чего показывать нельзя.
Посещение Н. С. Хрущёвым выставки авангардистов 1 декабря 1962 года в Манеже, приуроченной к 30-летию Московского отделения Союза художников СССР, со всеми последствиями показало, что «весна» для абстрактного искусства в СССР не наступила. В результате событий на манежной выставке газета «Правда» на следующий день опубликовала разгромный доклад, который послужил началом новой продолжительной кампании против формализма и абстракционизма. Незадолго после этого начал ходить анекдот: «1963 год. По московской улице идёт художник — абстракционист, а за ним два реалиста в штатском». В Кремле, однако, на дело смотрели серьёзно: «Искусство относится к сфере идеологии. И те, кто думает, что в советском искусстве могут мирно уживаться и социалистический реализм, и формалистические, абстракционистские течения, те неизбежно сползают на чуждые нам позиции мирного сосуществования в области идеологии» — писал Первый секретарь ЦК КПСС и Председатель Совета Министров СССР Н. С. Хрущёв в газете «Советская культура» 16 апреля 1964 года. В писательской среде свободы во время «хрущёвской оттепели» было больше, но в изобразительном искусстве всякие уклонения от «социалистического реализма» пресекались. После снятия Н. С. Хрущёва в октябре 1964 г. политика партии в этой области не изменилась и продолжалась во второй половине 60-х и в 70-е годы, о чём свидетельствуют ряд источников. Например, 20 мая 1975 г. была составлена Записка № 97 секретаря МГК КПСС В. В. Гришина в ЦК КПСС о попытках организации в Москве выставок произведений художников-авангардистов и о мерах по противодействию этой активности.
В таких жёстких условиях с тридцатых годов до конца семидесятых в СССР не было выставлено на показ ни одной работы К. Малевича. Не случайно выставки «Париж — Москва» в парижском Центре Помпиду 1979 г. и «Москва — Париж» в ГМИИ им. А. С. Пушкина 1981 г. с показом некоторых работ К. Малевича из музейных запасников произвели фурор. Выставку в Москве посетил сам Генеральный секретарь ЦК КПСС Л. Брежнев, а многие советские люди впервые увидели Шагала, Кандинского, Малевича и др. авангардистов в оригинале, могли сравнить их с французскими художниками. Произведения западных абстракционистов советские художники и любители изобразительного искусства раньше могли просмотреть лишь в иностранных журналах и альбомах, которые с трудом попадали в их руки. Очевидно, многим стало ясно, что К. Малевич вдохновил авангард на Западе, и не только не отставал, но в значительной мере и предвосхитил его. Малевича как художника частично реабилитировали в родной стране, с него постепенно снимали идеологический запрет. Правда, после смерти Л. Брежнева кратковременное пребывание на посту генсека Ю. Андропова, а потом К. Черненко ознаменовалось закручиванием гаек, в том числе и в сфере искусства. Лишь в годы горбачевской «перестройки» состоялась первая большая ретроспектива Малевича, выставка под названием «Казимир Малевич. 1878—1935» — сперва в Ленинграде (Русский музей, 10.11.—18.12.1988) и в Москве (Третьяковская галерея, 29.12.1988—10.02.1989), а потом в Амстердаме (Стеделик музеум, 5.03.—29.05.1989). Широкомасштабный показ «Чёрного квадрата» и других работ Малевича стал знаком политики гласности горбачёвской Перестройки, которая собственно и начиналась в сфере общественной и культурной жизни.
Хотя Малевича знали на Западе, многие оригиналы его картин попали на зарубежные выставки лишь после распада СССР. Первый «Чёрный квадрат» (1915 года) из Третьяковской галереи на западную выставку поехал лишь в 2003 г. Тогда в Берлине, Нью-Йорке и Хьюстоне состоялась выставка Kazimir Malevich: Suprematism. В 2006 г. в Барселоне проходила ретроспективная выставка Казимира Малевича с более 100 произведений, в том числе «Чёрным квадратом», «Чёрным крестом» и «Чёрным кругом». В 2007 г. в Гамбурге прошла выставка, целиком посвящённая влиянию «Чёрного квадрата» Малевича. См.: Das schwarze Quadrat. Hommage an Malewitsch. Кроме работ самого Малевича и его современников там были широко представлены произведения западноевропейских и американских художников, на которых оказал влияние «Чёрный квадрат» Малевича после 1945 г. В 2008 г. состоялась выставка в Люксембурге «Malewitsch und sein Einfluss» («Малевич и его влияние»). В октябре 2013 г. в Амстердаме была открыта выставка Kazimir Malevich and the Russian Avant-Garde с использованием изображения «Чёрного квадрата» в инсталляции выставки 1915 г.. Эта выставка в 2014 г. была также показана в Бонне и Лондоне. В ней можно было видеть и оригиналы «Чёрного квадрата» 1923 г. и 1929 г. Выставки сопровождались изданием каталога, были запечатлены и другими способами, например немцы прошлись с камерой по залам. Столетию «Чёрного квадрата» Малевича была посвящена и выставка Adventures of the Black Square: Abstract Art and Society 1915—2015, которая прошла в Лондоне, в галерее Уайтчепел (Whitechapel Gallery) 15.I.2015—6.IV.2015.
01.03.2014—22.06.2014 г. в швейцарском городе Базеле прошла выставка Kasimir Malewitsch — Die Welt als Ungegenständlichkeit. 
04.10.2015—10.01.2016 в Риене (примыкающему к Базелю и входящему в полукантон Базель-Штадт) проходила выставка, повторяющая питерскую выставку «0,10» 1915 года: Auf der Suche nach 0,10 — Die letzte futuristische Ausstellung der Malerei. Из 154 оригинальных объектов, выставленных в 1915 г., швейцарам удалось собрать лишь часть. Всего в Риене выставлено 58 объектов. «Чёрный квадрат» Малевича был представлен в версии 1929 года. Оригинал 1915 года из-за хрупкого состояния Москва решила на временную экспозицию не отправлять. Более подробно см.: Zurück zur Geburtsstunde der abstrakten Malerei, В Базель, к Малевичу |A Bâle, chez Malevitch и другие сообщения в прессе. Часть изображений экспонатов швейцарцы выставили в интернете, в том числе архивную фотографию К. Малевича вместе с Ольгой Розановой и Ксенией Богуславской на выставке «Последняя футуристическая выставка картин „0,10“», сделанную в 1915 г.. Оригинал фотографии находится в Российском государственном архиве литературы и искусства, а снимок показывает, как выглядел Малевич именно тогда, когда общественность впервые познакомилась с его «Чёрным квадратом».
Газета «Neue Zürcher Zeitung» опубликовала в сети 13 картин Риенской выставки. Параллельно там же проходила выставка под названием Black Sun, посвящённая влиянию Малевича и столетию его «Чёрного квадрата». На выставке были представлены работы 36 художников ХХ и начала XXI века, главным образом — западных. 
20.03.2015—09.08.2015 в Таллинне (Эстония) в связи со столетием «Чёрного квадрата» Малевича проходила выставка Метаморфозы Чёрного квадрата. Трактовки произведения Малевича в искусстве Эстонии.
Около 70 работ Малевича, в том числе «Чёрный квадрат» 1923 г., были представлены на выставке Malevič, проходившей 02.10.2015—24.01.2016 в итальянском городе Бергамо. Некоторые его работы также были представлены на выставке Wie leben? — Zukunftsbilder von Malewitsch bis Fujimoto, которая проходила в Людвигсгафене (Германия) 05.12.2015—28.03.2016. 
26.02.2016 в Вене (Австрия) открылась выставка Chagall bis Malewitsch. Die russischen Avantgarden. Выставка с похожим названием 12.07.2015—06.09.2015 уже проходила в Монако: De Chagall à Malévich, la révolution des avant-gardes. 
09.06.2016—11.06.2016 проходили Дни Малевича в Киеве с заявлением, что Казимир Малевич — самый известный украинец в мире. Поступило предложение, о котором сообщили через масс-медиа: Главный аэропорт Киева хотят назвать в честь автора «Чёрного квадрата».
В России тоже устраивались выставки, посвящённые влиянию «Чёрного квадрата» Малевича и его творчеству. Хотя известно, что столетие «Чёрного квадрата» в 2015 г. «российские музеи по большому счету проигнорировали». Зато 15 мая 2017 г. в Государственной Третьяковской галерее устроили перформанс, в котором приняли участие несколько молодых девушек, которые в окровавленных трусах появились в зале музея, где выставлена картина Малевича «Чёрный квадрат». 
24.11.2017—25.02.2018 в Москве проходила выставка Казимир Малевич. Не только Чёрный Квадрат. В плакатном изображении выставки в павильоне ВДНХ «Рабочий и колхозница» художник представлен как человек-головоломка. Подлинник живописного «Чёрного квадрата» 1915 г. и авторские повторения там отсутствовали, но в этом убедиться можно было только заплатив 300 рублей за вход (полный билет). Зрителям, правда, показали чёрный квадрат, но маленький — нарисованный карандашом. Экспонаты на ВДНХ свезли главным образом из региональных музеев, также из российских и зарубежных частных собраний, а Государственная Третьяковская галерея и Государственный Русский музей в работах отказали, хотя в 2014 и в 2015 году оригиналы «Чёрного квадрата» из Третьяковки и Русского музея за хорошие деньги в Англию и в Швейцарию поехали. В честь открытия выставки выпустили коллекцию значков. «Чёрного квадрата» там тоже нет, но такой значок брендом городских сувениров Heart of Moscow был выпущен раньше, в 2015 г. Выставка проходила на трёх этажах, специальный выставочный раздел был посвящён генеалогии Малевичей, начиная от шляхтичей XVI века.
«Чёрный квадрат» Малевича 1929 г. был включён в экспозицию проходившей в художественной галерее германского города Бремена (Kunsthalle Bremen) выставки, посвящённой иконам Ikonen. Was wir Menschen anbeten (19.10.2019—01.03.2020). Как и для других экспонатов выставки, «Чёрному квадрату» Малевича отвели отдельное помещение для просмотра картины. Такая концепция позволила посетителю выставки более внимательнее ознакомиться с каждым из 60 представленных произведений искусства.

## Известные подделки
- В 1990-х годах американский коллекционер и галерист Борис Грибанов, в 1970-е годы осуждённый в СССР на 10 лет за торговлю фальшивыми картинами, сделал попытку продать минскому музею «авторское повторение» «Чёрного квадрата». Музей обратился за консультацией к искусствоведу Мильде Виктуриной, экспертные заключения которой в своё время стали основой доказательной базы для осуждения Грибанова, и отказал Грибанову в покупке[43].